# Maryna Černjak
Maryna Mykolaïvna Černjak (in ucraino Марина Миколаївна Черняк?; Zaporižžja, 26 marzo 1988) è una judoka ucraina.

## Palmarès
- Campionati europei

Montpellier 2014: bronzo nei 48 kg;
Tel Aviv 2018: bronzo nei 48 kg.
- Universiade

Kazan 2013: bronzo nei 48 kg.
- Campionati europei under 23

Sarajevo 2010: bronzo nei 48 kg.

### Vittorie nel circuito IJF
| Data          | Località | Paese   | Categoria |
| ------------- | -------- | ------- | --------- |
| 20 marzo 2015 | Tbilisi  | Georgia | Gran Prix |